# Liste der Biografien/Casi
Liste der Biografien |
Portal Biografien |
Personensuche
# |
A |
B |
C |
D |
E |
F |
G |
H |
I |
J |
K |
L |
M |
N |
O |
P |
Q |
R |
S |
T |
U |
V |
W |
X |
Y |
Z |
?
 
Ca |
Cb |
Cc |
Ce |
Ch |
Ci |
Cj |
Ck |
Cl |
Cm |
Cn |
Co |
Cr |
Cs |
Ct |
Cu |
Cv |
Cw |
Cy |
Cz
 
Caa–Cag |
Cah |
Cai |
Caj |
Cak |
Cal |
Cam |
Can |
Cao–Cap |
Caq |
Car |
Cas |
Cat–Caz
 
Casa |
Casc |
Casd |
Case |
Casg |
Cash |
Casi |
Cask |
Casl |
Casm |
Casn |
Caso |
Casp |
Casq |
Casr |
Cass |
Cast |
Casu |
Casw |
Casz
Die Liste der Biografien führt alle Personen auf, die in der deutschsprachigen Wikipedia einen Artikel haben. Dieses ist eine Teilliste mit 45 Einträgen von Personen, deren Namen mit den Buchstaben „Casi“ beginnt.

## Casi

### Casia
- Casiano Vargas, Ulises Aurelio (1933–2018), puerto-ricanischer Geistlicher, römisch-katholischer Bischof von Mayagüez

### Casic
- Casicas, Cerilo (* 1967), philippinischer Geistlicher, römisch-katholischer Bischof von Marbel

### Casil
- Casilda von Toledo († 1107), spanische Heilige
- Casile, Demetrio, italienischer Schriftsteller und Filmschaffender
- Casilear, John William (1811–1893), US-amerikanischer Landschaftsmaler
- Casilio, Maria Pia (1935–2012), italienische Schauspielerin
- Casilla, Kiko (* 1986), spanischer Fußballspieler
- Casillas de Alba, Andrés (* 1934), mexikanischer Architekt
- Casillas García, Miriam (* 1992), spanische Triathletin
- Casillas, Fidencio, mexikanischer Fußballspieler
- Casillas, Giovani (* 1994), mexikanischer Fußballspieler
- Casillas, Iker (* 1981), spanischer FußballspielerIker Casillas (* 1981)

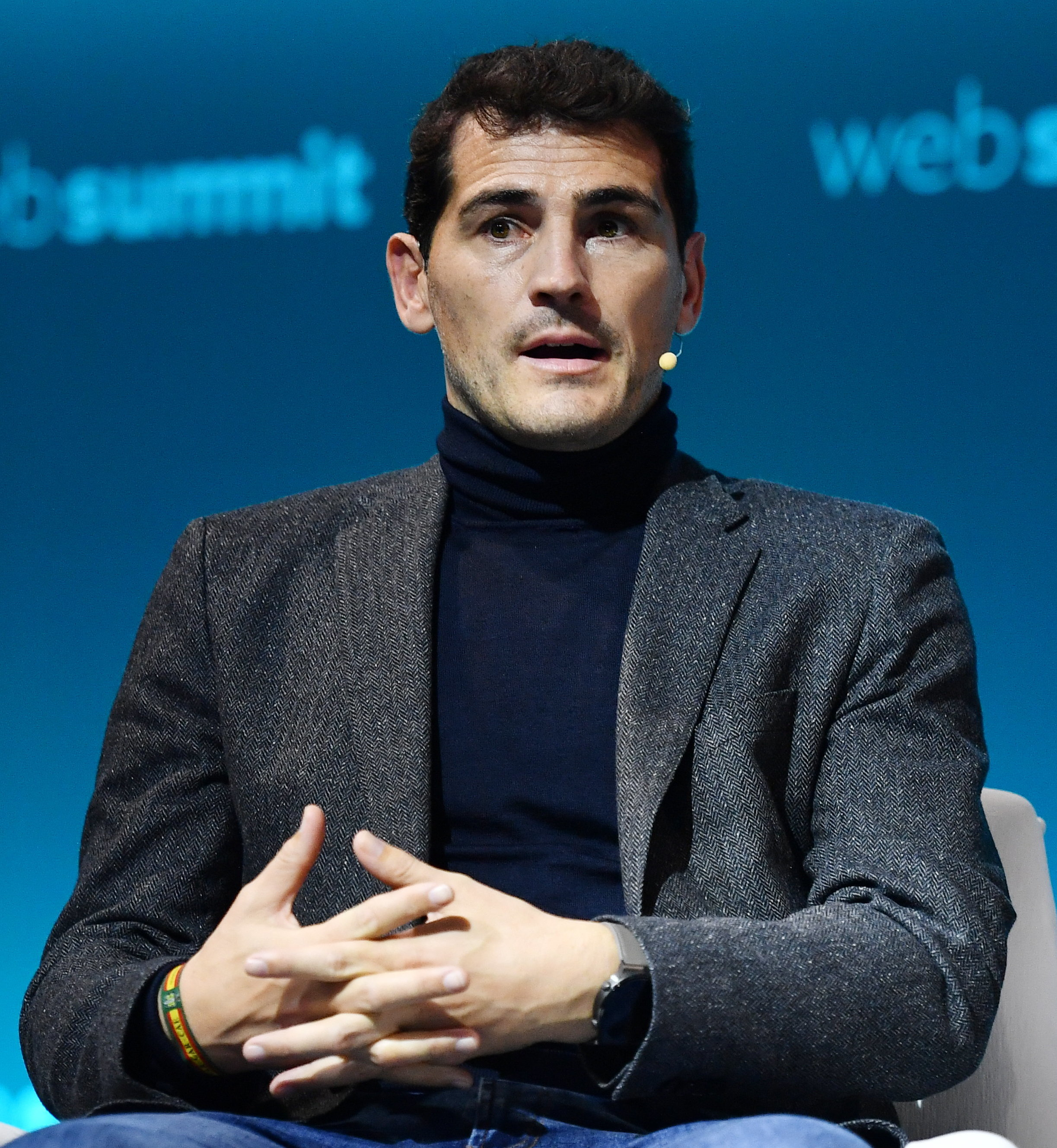
Iker Casillas (* 1981)

- Casíllas, Luis (* 1905), mexikanischer Moderner Fünfkämpfer
- Casillo, Alessandro (* 1996), italienischer Popsänger

### Casim
- Casimero, John Riel (* 1990), philippinischer Boxer
- Casimir (1687–1741), Graf von Sayn-Wittgenstein-Berleburg
- Casimir, Daniel (* 1967), deutscher Jazzmusiker (Altposaune, Komposition)
- Casimir, Daniel, britischer Jazzmusiker (Kontrabass, Komposition)
- Casimir, Fernand (1896–1985), französischer Kolonialbeamter
- Casimir, Hendrik (1909–2000), niederländischer PhysikerHendrik Casimir (1909–2000)

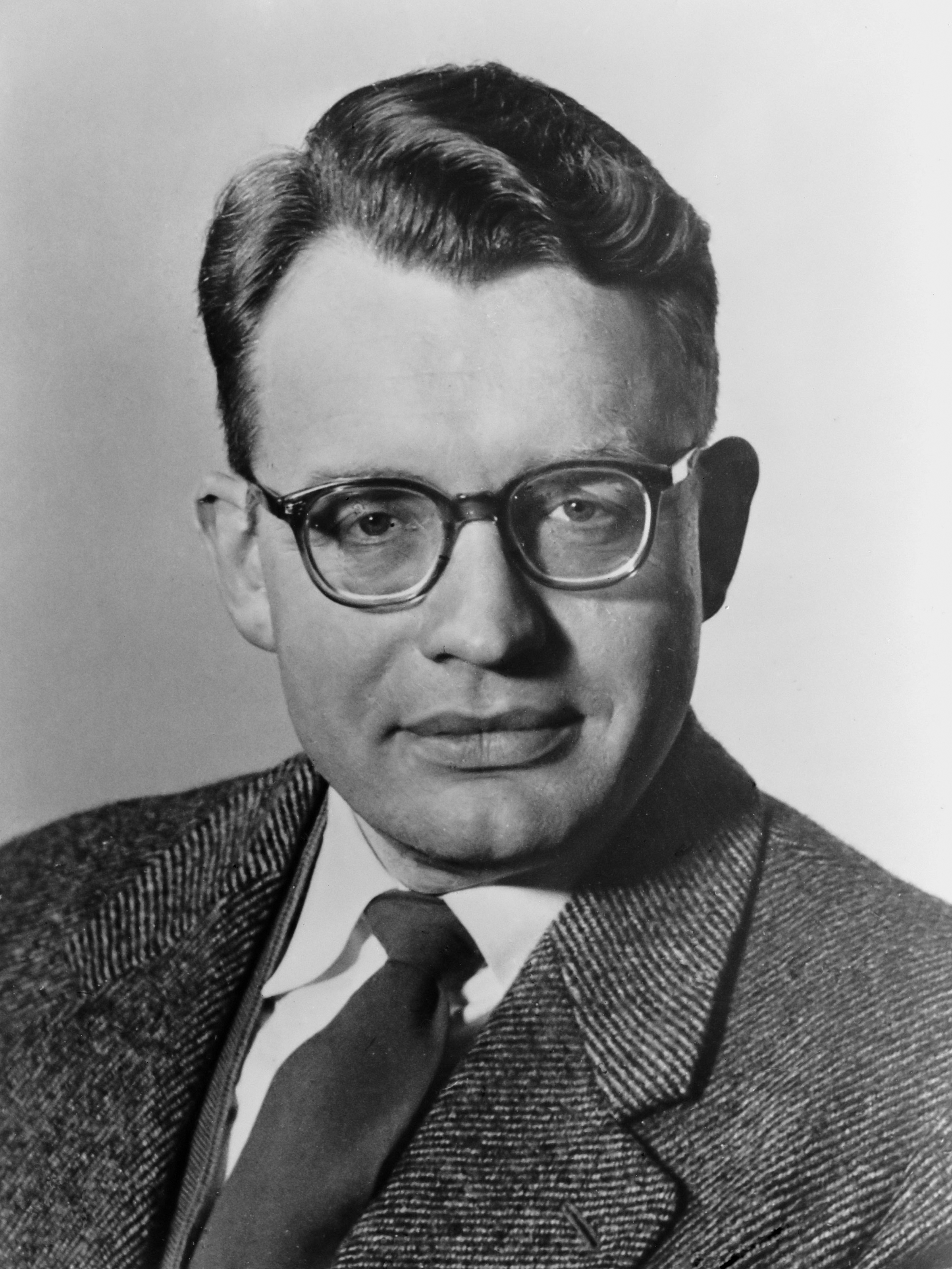
Hendrik Casimir (1909–2000)

- Casimir, John (1898–1963), US-amerikanischer Jazz-Klarinettist und Bandleader
- Casimir, Josué (* 2001), französisch-haitianischer Fußballspieler
- Casimir, Pierre-Richard (* 1970), haïtianischer Jurist, Diplomat und Politiker
- Casimir-Perier, Auguste (1811–1876), französischer Diplomat und Staatsmann
- Casimir-Perier, Jean (1847–1907), französischer Staatspräsident, Ministerpräsident, Präsident der Nationalversammlung
- Casimiro, Manuel (* 1941), portugiesischer Maler, Bildhauer, Designer und Filmregisseur
- Casimiro, Mirita (1914–1970), portugiesische Schauspielerin
- Casimiro, Nicolás (1911–1964), dominikanischer Sänger

### Casin
- Casini, Angela (* 1973), italienische Chemikerin und Hochschullehrerin
- Casini, Antonio († 1439), italienischer Geistlicher, Bischof von Siena und Kardinal
- Casini, Barbara (* 1954), italienische Jazzmusikerin (Gesang, Gitarre)
- Casini, Carlo (1935–2020), italienischer Politiker (UDC), Mitglied der Camera dei deputati, MdEP
- Casini, Horacio (* 1970), argentinischer Physiker
- Casini, Maria Teresa (1864–1937), italienische römisch-katholische Ordensfrau und Ordensgründerin, Selige
- Casini, Pier Ferdinando (* 1955), italienischer Politiker (UDC), Mitglied der Camera dei deputati, MdEP
- Casini, Stefania (* 1948), italienische Schauspielerin und Filmregisseurin
- Casini, Tommaso (1859–1917), italienischer Romanist und Historiker
- Casinière, Yves de la (1897–1971), französischer Komponist und Musikpädagoge
- Casino, Buddy (* 1955), deutscher Musiker

### Casir
- Casiraghi, Andrea (* 1984), monegassischer Mann, ältester Sohn von Caroline von Monaco
- Casiraghi, Charlotte (* 1986), monegassische Adelige, zweites Kind von Caroline von Hannover und Stefano CasiraghiCharlotte Casiraghi (* 1986)

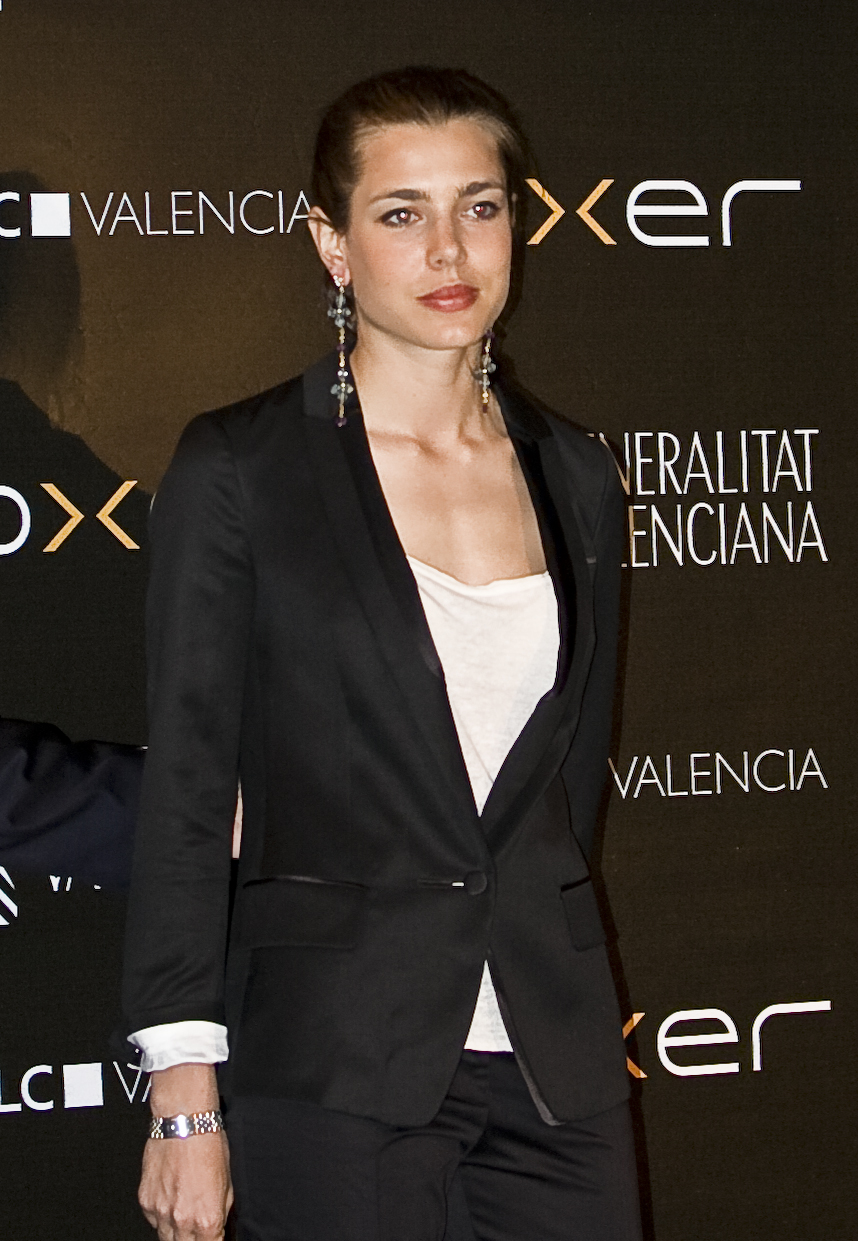
Charlotte Casiraghi (* 1986)

- Casiraghi, Pierluigi (* 1969), italienischer Fußballspieler und -trainer
- Casiraghi, Pierre (* 1987), monegassischer Adliger, Mitglied des Hauses Grimaldi, Sohn von Caroline von Hannover und Stefano Casiraghi
- Casiraghi, Stefano (1960–1990), italienischer Unternehmer und Sportbootfahrer
- Casiri, Miguel (1710–1791), syro-maronitischer Geistlicher und Orientalist